# Johanna Rolland
Johanna Rolland (Nantes, 11 maggio 1979) è una politica francese appartenente al Partito Socialista, in carica dal 2014 come sindaca della città di Nantes. È stata la prima donna a guidare questo comune.

## Biografia
Nata a Nantes, maggiore di tre figlie  e cresciuta in una famiglia impegnata politicamente (la madre insegnante nel settore privato, il padre impiegato di banca e sindacalista da cui lei ha ereditato le convinzioni politiche), Johanna Rolland ha sviluppato presto un interesse per l'impegno civico e il servizio pubblico.
Ha studiato scienze politiche alla Sorbona di Parigi e successivamente ha conseguito un Master in Politica Europea presso l'Istituto di Studi Politici di Strasburgo. Ha inoltre lavorato come consulente politico per Jean-Marc Ayrault, che in seguito sarebbe diventato il Primo Ministro francese.
Nel 2008, Rolland è diventata consigliere distrettuale nell'area metropolitana di Nantes e in seguito è stata eletta come vicepresidente responsabile dell'educazione e della cultura. Realizza diverse iniziative: creazione di una scuola pubblica comunale e servizio di sostegno educativo, miglioramento dei servizi di ristorazione scolastica, istituzione del festival dei giovani Spot. Nel 2011 è stata eletta consigliera generale del cantone di Nantes-11 (distretto di Dervallières-Zola)  con il 69% dei voti, in un contesto di astensionismo molto elevato.
Nel giugno 2012, Jean-Marc Ayrault viene nominato primo ministro mentre il suo primo vice Patrick Rimbert gli succede alla guida del comune. Il consiglio comunale ha quindi nominato Johanna Rolland responsabile dell'istruzione, della gioventù, dei grandi progetti urbani e delle politiche cittadine. Lavora su vari progetti di pianificazione urbana: il grande progetto della città di Malakoff, il grande progetto globale di Bellevue, l'Ile de Nantes e il quartiere della Creazione.

### Sindaco di Nantes
Nel 2014, è stata eletta sindaco di Nantes, diventando la prima donna a ricoprire questa posizione nella storia della città.
Come sindaco, Johanna Rolland ha posto l'accento sullo sviluppo urbano sostenibile e la creazione di posti di lavoro, ma ha anche affrontato questioni sociali come la povertà e l'integrazione dei migranti.

## Vita privata
Sposata, è madre di due figli.